# Île de Ré

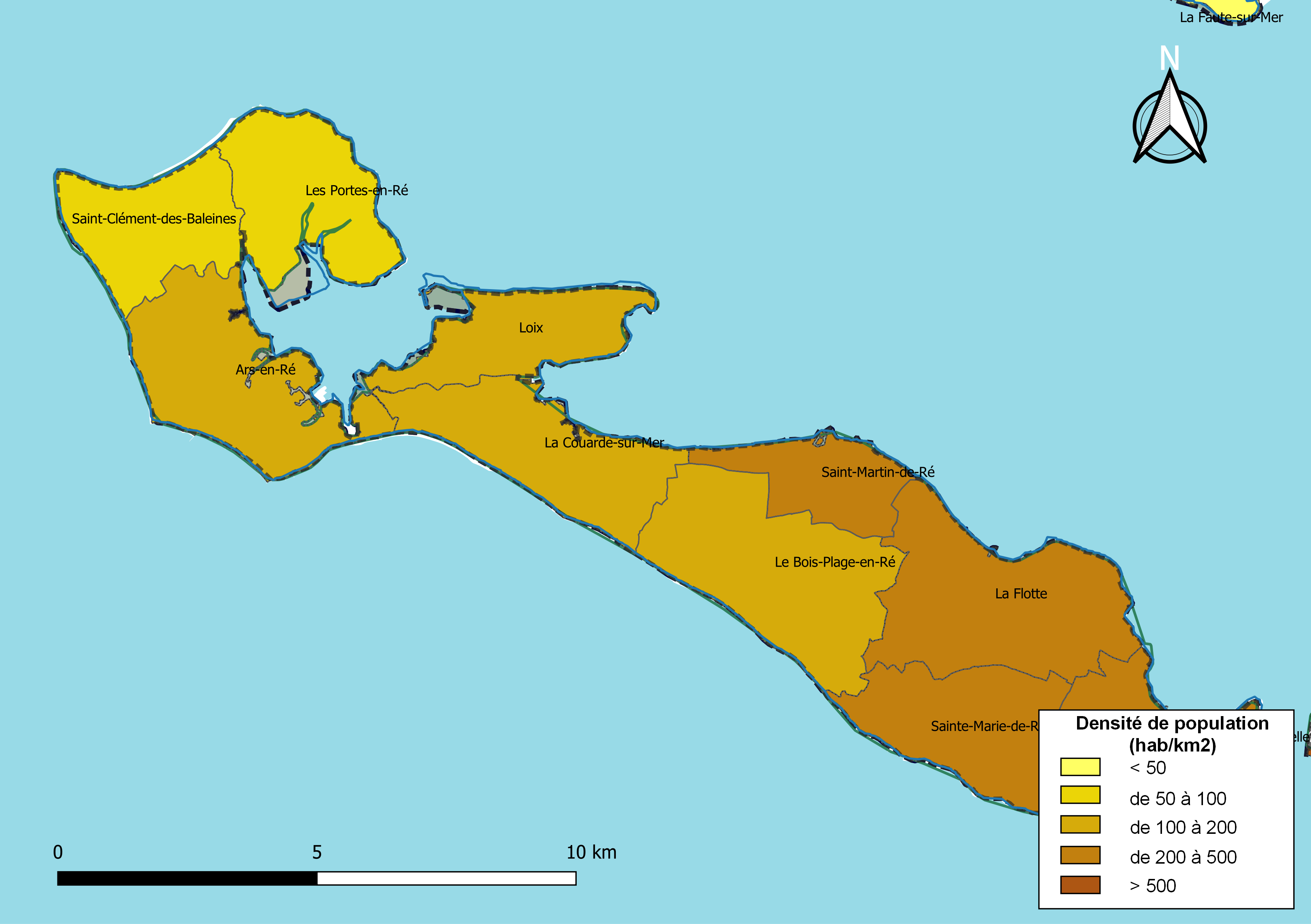
Die Gemeinden der Île de Ré, nach ihrer Bevölkerungsdichte farblich abgestuft. Angegeben sind die Einwohner je km² (ohne Feriengäste)

Die Île de Ré, früher Île de Rhé, ist eine Insel an der französischen Atlantikküste. Sie liegt etwa 1,6 Seemeilen westlich der Küste bei La Rochelle und 6,5 sm nördlich der Île d’Oléron. Zwischen diesen beiden Inseln liegen die Île-d’Aix und eine künstliche Insel, das Fort Boyard. Die 30 km lange und bis zu 5 km breite Insel ist an der schmalsten Stelle, bei Le Martray, etwa 100 m breit. Die beliebte Ferieninsel, die seit 1988 durch eine Brücke mit dem Festland verbunden ist, weist ausgedehnte Marschbodenflächen, Pinien- und Zypressenwälder sowie feine Sandstrände auf. Von Inselbewohnern und Touristen wird sie daher auch „Ré la Blanche“ (Ré, die Weiße) genannt. Eine griechische Kosmographie aus dem 7. Jahrhundert n. Chr. nennt sie Ratis; aus dem antiken Namen bildete sich im Laufe der Entwicklung der französischen Sprache der Name Ré. Die Einwohner der Insel heißen Rétais.

## Verwaltung
Die Île de Ré gehört zum Département Charente-Maritime in der Region Nouvelle-Aquitaine. Ihre 17891 Einwohner (Stand 1. Januar 2022) verteilen sich auf die Gemeinden Rivedoux, La Flotte, Sainte-Marie-de-Ré, Saint-Martin-de-Ré, Le Bois-Plage-en-Ré, La Couarde-sur-Mer, Loix, Ars-en-Ré, Saint-Clément-des-Baleines und Les Portes-en-Ré.

## Wirtschaft

### Austernzucht
Die Austern- und Muschelzucht nimmt großen Raum in der Inselwirtschaft ein. Während dafür im Jahr 1915 nur etwa 115 Hektar genutzt wurden, sind es heute etwa 1000 Hektar. An der Nordküste der Insel, dem Pertuis Breton (Bretonische Meerenge), haben viele Austernzüchter ihre Produktionsstätten. Die Möglichkeit der Verkostung ist überall gegeben.

### Fischerei
Die Fischerei ist einer der Hauptwirtschaftszweige der Insel. Alle Häfen liegen am Pertuis Breton. Die Fischer verkaufen ihren Fang auf den täglich abgehaltenen Märkten in den Orten der Insel sowie direkt am Kai, frisch vom Boot.

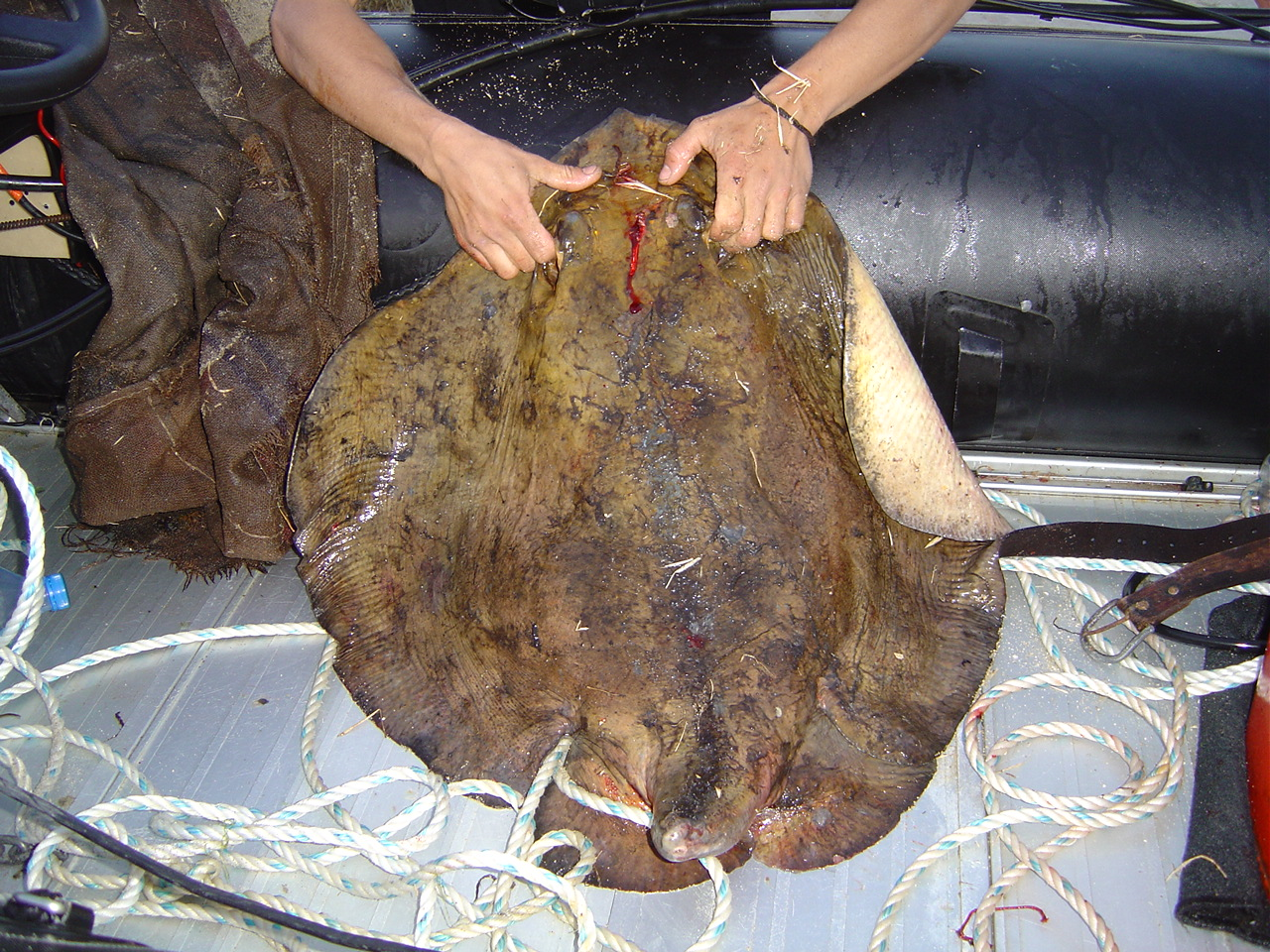
Harpunierter Rochen, ca. 25 kg schwer
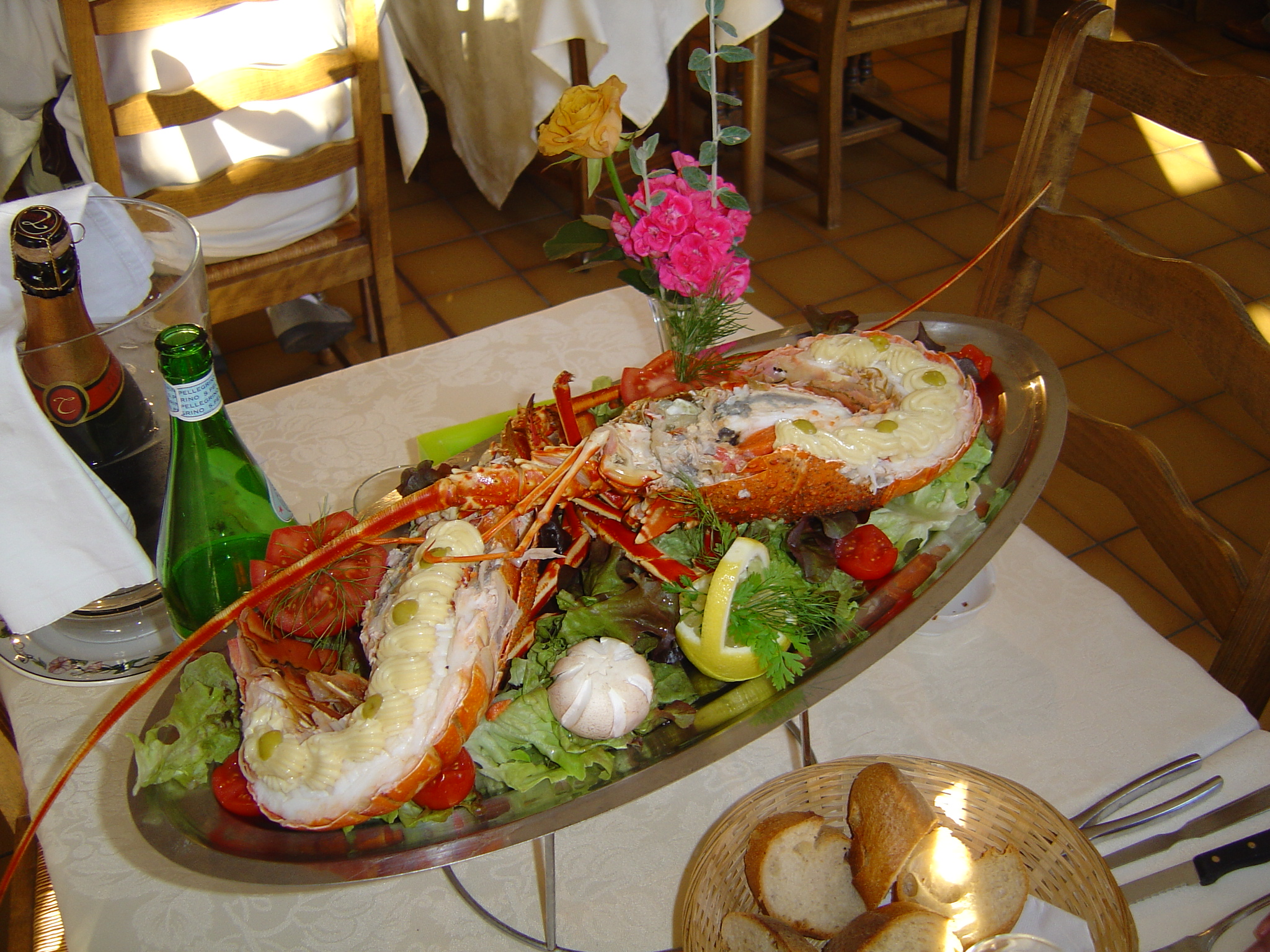
Languste, traditionell serviert
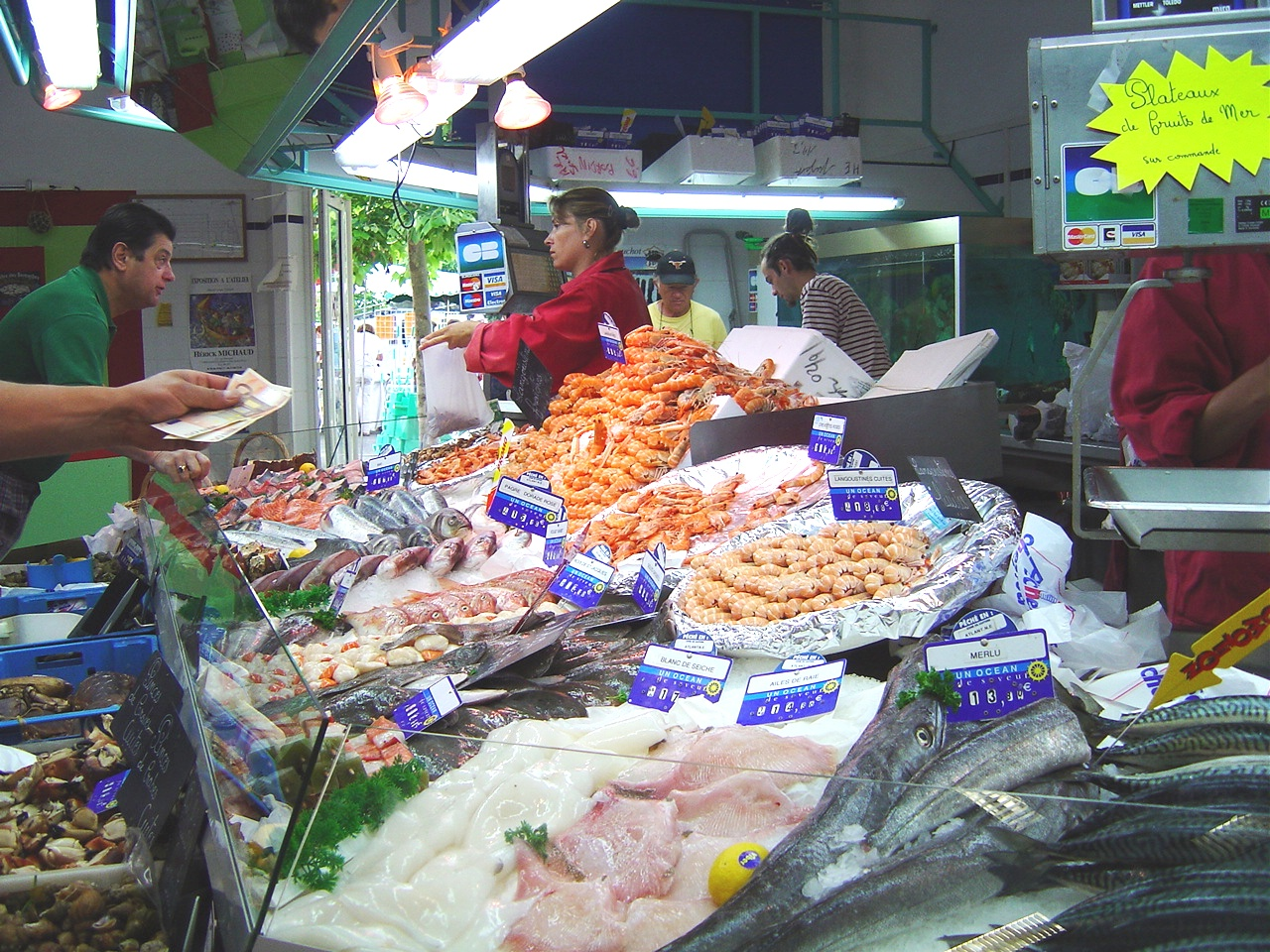
Poissonnerie (Fischhandel) in Le Bois-Plage
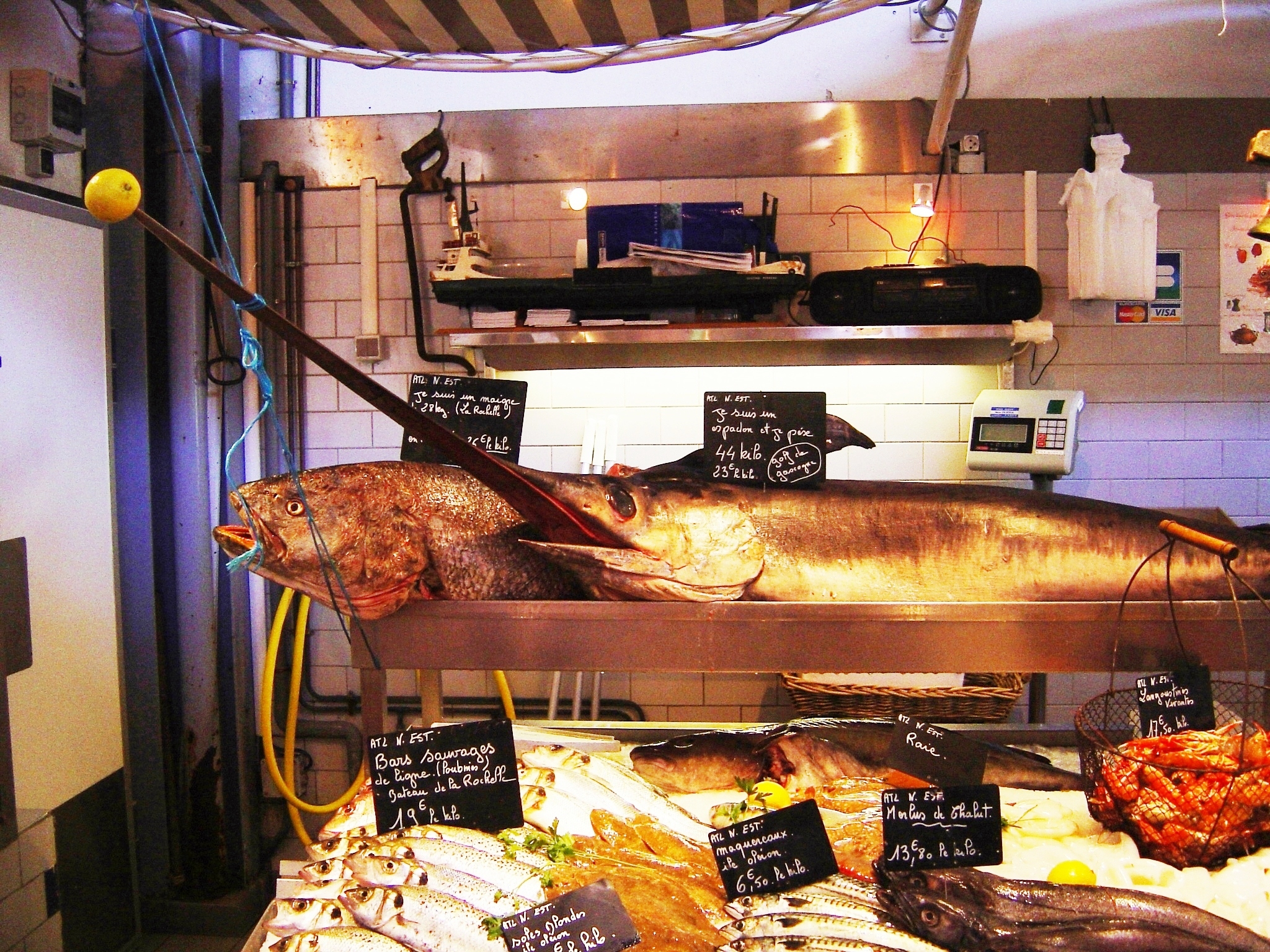
Schwertfisch auf dem Markt von St-Martin
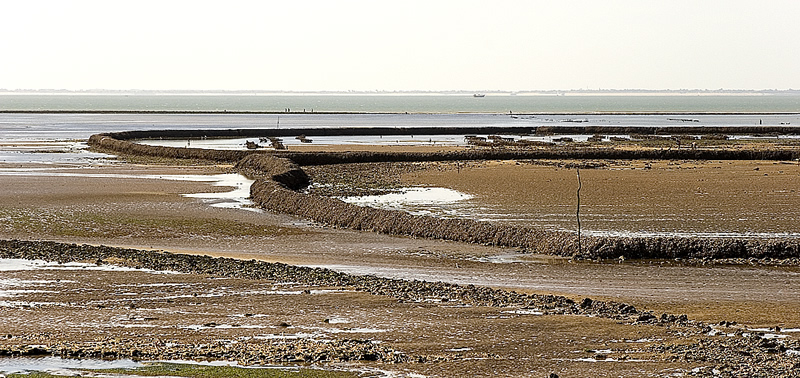
Fischwehr zum Fischfang bei abfließendem Wasser

### Landwirtschaft
Hauptsächlich im fruchtbaren Osten der Insel wird auf mehr oder weniger großen Flurstücken Landwirtschaft betrieben. Es werden vorwiegend Kartoffeln, Gemüse und Wein angebaut. Der leichte bis mittelschwere Sandboden erlaubt den Anbau von Kartoffelsorten, die es andernorts in Frankreich nicht gibt. Es sind die einzigen Kartoffeln in Frankreich, die das Prädikat A.O.C. tragen dürfen. Das Gemüse wird frankreichweit unter der eigens geschaffenen und geschützten Herkunftsbezeichnung „Île de Ré“ vermarktet.

### Salz
Ein heute weniger bedeutender Wirtschaftsfaktor ist die Salzgewinnung der etwa 350 Hektar großen Salinen bei Loix. Der an den Ufern wachsende Queller wird frisch oder konserviert verkauft. Früher wurden bei der Arbeit mit dem Salz großteils Esel eingesetzt, deren Beine zum Schutz vor Insekten mit karierten Hosen bekleidet wurden. Die behosten Esel sind eines der Wahrzeichen der Insel. Eine größere Herde gibt es noch auf dem Gelände der Festung von Saint-Martin-de-Ré. Das Ecomusée des Marais Salants informiert über die Geschichte der Salzgewinnung auf der Île de Ré.

### Thalasso
An der Südküste befindet sich zwischen Rivedoux-Plage und Sainte-Marie-de-Ré ein namhaftes Thalasso-Zentrum.

### Tourismus
Bis zu 180.000 Touristen im Jahr finden in den zahlreichen Hotels, Ferienwohnungen und Campingplätzen aller Kategorien Unterkunft. Die durchschnittliche Sonnenscheindauer von 2.800 Stunden im Jahr, der meist flache Sandstrand, das durch den Golfstrom temperierte Wasser und der frische Wind machen Ré zu einer familienfreundlichen Insel. Darüber hinaus verfügt sie über mehr als 100 km Fahrradwege. Einige Naturschutzgebiete der Insel sind nur mit dem Fahrrad oder zu Fuß erreichbare Sumpfflächen. Nördlich von Ars-en-Ré erstreckt sich ein großes Vogelschutzgebiet, die Réserve naturelle de Lilleau des Niges.
Veränderungen durch den Tourismus
In der Zeit vor der Inbetriebnahme der Brücke zwischen der Insel und dem Festland im Jahr 1988 wurde die Île de Ré durch einen Fährdienst zwischen La Pallice und Sablanceaux erreicht. In den Sommermonaten waren Wartezeiten von mehreren Stunden üblich. Seit Bestehen der Brücke hat sich das Tourismusaufkommen vervielfacht, wodurch sich neue Herausforderungen ergaben, unter anderem ein erheblicher Anstieg der Immobilienpreise. Dieser hat sich noch verstärkt, seit der Flughafen La Rochelle von mehreren nationalen und internationalen Fluglinien angeflogen wird. Verbunden mit den hohen Grundpreisen ist eine starke Abwanderung der einheimischen Bevölkerung: Insbesondere junge Leute verlassen die Insel, da Häuser als kaum erschwinglich gelten. So wurde die Île de Ré zu einem beliebten Rückzugsort reicher Franzosen, die hier Zweitwohnsitze erworben haben.
Lange drohte auch die Zersiedelung durch „wildes Campen“, gegen das die lokalen Behörden heute meist rigoros durchgreifen; an wenigen Stellen wird es noch geduldet (z. B. zeitweilig in Baleines und Patache). Verboten ist mittlerweile auch das Kampieren auf dem eigenen Grundstück, wenn dieses unbebaut ist.
Der Anstieg des Tourismus hat der Insel zahlreiche Vorteile gebracht: In einer traditionell armen Gegend entstanden viele neue meist saisonale Arbeitsplätze; auch der Absatz der landwirtschaftlichen Betriebe stieg deutlich. Ein weiterer positiver Effekt ist die Renovierung der Dorfzentren, von denen die meisten  noch in den 1980er Jahren in schlechtem Zustand waren.

### Weinbau
Bereits seit dem 10. Jahrhundert wird auf der Insel Wein angebaut, eine der wichtigsten Einnahmequellen neben der Salzgewinnung. Die Anbauflächen dehnten sich zeitweilig über 1.500 Hektar aus, sodass der ganze südöstliche Teil der Insel, nur von einigen Getreidefeldern unterbrochen, mit Reben bedeckt war. Im 18. Jahrhundert betrug die Lese 20.000 bis 40.000 Fässer jährlich. Gedüngt wurden die Pflanzen mit Seetang. Von der Reblauskatastrophe in den Jahren 1875 bis 1880 blieb auch der Weinbau auf der Île de Ré nicht verschont; nur die meisten Reben, die auf den Dünen standen, waren nicht betroffen. In der heutigen Zeit werden auf ca. 650 Hektar die Rebsorten Sauvignon Blanc (60 ha), Colombard (40 ha), Chardonnay (40 ha), Cabernet Sauvignon (160 ha), Cabernet Franc (160 ha), Merlot (165 ha) und Ugni Blanc (35 ha) angebaut.
Die geernteten Trauben werden in der Winzergenossenschaft (Cooperative) der Insel gekeltert. Hier entstehen Landweine in Form von Weißwein, Rotwein und Rosé, die als Vin de Pays Charentais Île de Ré verkauft werden. Dazu wird der regionaltypische Pineau aus weißem oder rotem Traubenmost unter dem Namen „Ilrhea“ hergestellt. Am nordwestlichen Rand des Cognac-Gebiets liegend, wird auf der Insel auch Weinbrand (unter der Bezeichnung „Le Gouverneur“) hergestellt.

## Verkehr auf der Insel und zum Festland
Durch das Anwachsen der Bevölkerung und des Fremdenverkehrs wurde es bereits am Ende des 19. Jahrhunderts notwendig, bessere Verbindungen zwischen der Insel und dem Festland zu schaffen. 1875 nahm zwischen Rivedoux und La Pallice der Pendelverkehr von Dampfbooten den Betrieb auf.
Im Juli 1895 wurde eine Eisenbahnstrecke zwischen Ars-en-Ré und La Couarde eingeweiht. In den Jahren danach wurde die Strecke über Saint-Clément-des-Baleines bis Les Portes-en-Ré erweitert. Davon sind heute nur noch das Bahnhofsgebäude von Ars und der Lokomotivschuppen in Les Portes erhalten; die Bahn stellte ihren Betrieb 1935 ein. Der Bahnhof dient heute dem Maler Philippe Deschamp als Atelier und Galerie; der Lokschuppen wird von der Feuerwehr als Remise benutzt.
Seit 1988 verbindet der 2,9 Kilometer lange mautpflichtige Pont de l’île de Ré die Insel mit dem Festland. Zwischen dem Mittelteil der Brücke und der Meeresoberfläche ist ein Freiraum von 30 m Höhe, der Schiffen der französischen Kriegsmarine die Einfahrt in den Hafen von La Pallice gestattet. Die Brücke erreicht die Insel am östlichsten Punkt, der Pointe de Sablanceaux. Der Bau war lange Zeit umstritten, weil die Einwohner der Insel den Verlust ihrer Lebensart und der beschaulichen Ruhe fürchteten. Der Tagestourismus wird durch eine in der Sommersaison relativ hohe Gebühr (2024: 16 Euro pro Pkw) reguliert; die Einheimischen zahlen ganzjährig einen reduzierten Tarif.
Es verkehrt eine regionale Buslinie zwischen dem Bahnhof in La Rochelle und den Orten auf der Île de Ré; die Busse pendeln bis nach Saint Martin-de-Ré annähernd stündlich. In den Sommerferien sind zwei Buslinien im Einsatz, die stündlich in jeden Ort der Insel fahren. Die Buslinien führen dabei auch über die mautpflichtige Brücke zum Festland. Das Betriebswerk der Busse befindet sich in Saint-Martin-de-Ré. Neben den Regionalbussen pendeln vor allem in den Sommerferien mehrere kostenlose Shuttle-Busse innerhalb der Orte und zwischen benachbarten Orten.

## Geschichte

### Frühgeschichte
In der Altsteinzeit war das Gebiet wahrscheinlich noch unbewohnt, weil sich die Menschen nicht gegen die polare Kälte schützen konnten. Menschliches Leben in der Jungsteinzeit kann hingegen durch archäologische Funde nachgewiesen werden. In der Nähe von Le Bois-Plage-en-Ré wurden im 19. Jahrhundert der Tumulus Peu Pierroux und der Menhir de la Pierre qui Vire entdeckt. Bei Ausgrabungen an der Nordküste, insbesondere an der Landspitze von Lizay, wurden Werkzeuge aus der Jungsteinzeit sowie Arbeitsgeräte aus der Bronze- und Eisenzeit gefunden.
Historiker vermuten, dass die Insel zur Römerzeit noch Teil des Festlands war und durch eines der in dem Gebiet zahlreichen Erdbeben abgetrennt wurde. So berichtet der Geograph Claudius Ptolemaeus von einem Vorgebirge an diesem Ort, nicht aber von einer Insel. Die langgestreckte Île de Ré bestand früher aus den Inseln Loix im Norden, Ars (das Gebiet um die Orte Ars-en-Ré, Saint-Clément-des-Baleines und Les-Portes-en-Ré) im Westen und Ré (das Gebiet um Rivedoux-Plage, Sainte-Marie, La Flotte, Le Bois-Plage, Saint-Martin und La Couarde-sur-Mer). Im Laufe mehrerer Jahrhunderte wurden die drei Inseln (einige Historiker nehmen sogar vier Inseln an) durch die Ablagerung von Sedimenten miteinander verbunden.

### Römerzeit
Über die Bedeutung der Anwesenheit der Römer auf der Insel gibt es nur wenig Beweiskräftiges. 1852 wurde in La Flotte eine Vase entdeckt, die mit einer Darstellung des Bacchus verziert ist. In dem mit einem Deckel verschlossenen Gefäß befanden sich 800 Geldstücke, die Bildnisse römischer Kaiser tragen. Bis zum Beginn des 4. Jahrhunderts n. Chr. soll es einen römischen Neptuntempel beim Dorf Rouland in der Nähe von Le Bois-Plage-en-Ré gegeben haben.

### Mittelalter
Die Insel wurde Ende des ersten Jahrtausends n. Chr. von den Herzögen von Aquitanien beherrscht. Um das Jahr 700 errichtete Herzog Eudes eine Festung in der Nähe von Sainte-Marie-de-Ré und in der Siedlung ein Kloster, in dem er seinen Lebensabend verbracht haben soll. Nach seinem Tod wurde er in Saint-Martin bestattet. 1730 fand man bei Bauarbeiten im Gouverneurshaus im Fußboden eine Krone, die aus vergoldetem Kupfer bestand und mit vier Edelsteinen, darunter ein Türkis, besetzt war. Am Metall hing noch das Bruchstück eines Schädels. Historiker sind sich einig, dass es sich um die Krone Herzog Eudes' handelte. 1854 verschwand sie auf dem Transport ins kaiserliche Museum in Paris und gilt seither als verschollen.
Von 845 bis 868 befand sich auf der Île de Ré bzw. in Saintes an der Charente ein Stützpunkt der Loire-Normannen. Ab 1268 hatten die Herren von Thouars die Macht auf der Insel.
Im Hundertjährigen Krieg ab 1337 wurde die strategisch günstig gelegene Insel in Mitleidenschaft gezogen, und auch die Hugenottenkriege gingen nicht spurlos an ihr vorüber. Ab 1469 herrschten die Herren von Trémoille auf der Île de Ré.

### Neuzeit
1555 etablierten sich die Herren von Bueil als Herrscher über die Insel.

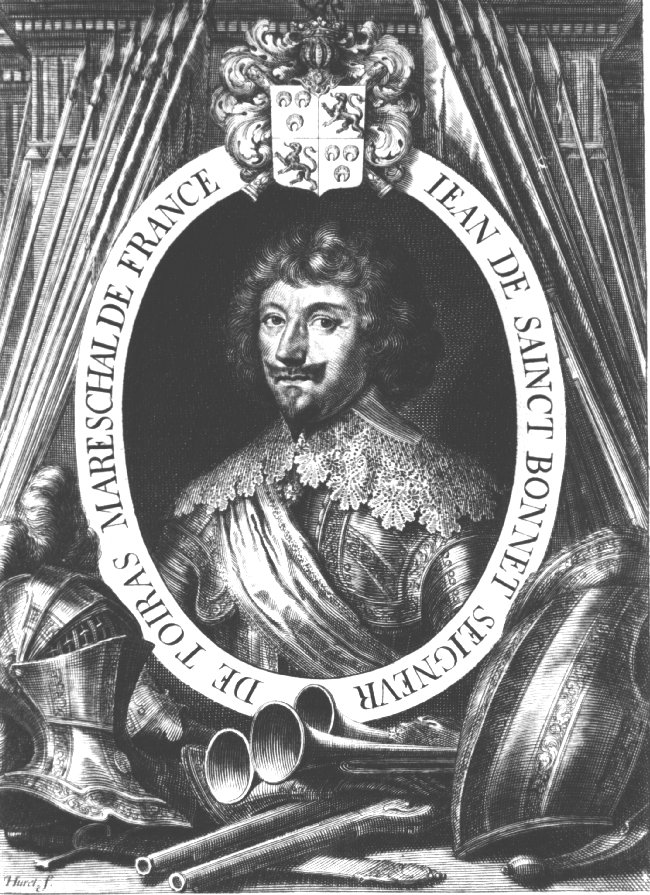
Der Verteidiger: Jean du Caylar de Saint-Bonnet, Marquis de Toiras (1585–1636)

Ab 1558 entstanden protestantische Gemeinden, erster Pastor war Germain Chauveton in Saint-Martin. Etwa 1627 wurde die Insel von Jean de Saint-Bonnet, dem Marquis von Toiras regiert, der sie von den Hugenotten erobert hatte. Die englische Flotte hatte zugunsten der Hugenotten interveniert. Toiras ließ das Fort de la Prée und die Festung von Saint-Martin-de-Ré erbauen. Zu dieser Zeit befand sich die Insel im Krieg, und die Engländer landeten unter George Villiers, dem Herzog von Buckingham, in Sablanceaux, um von dort aus Saint-Martin zu belagern. Toiras gelang es unter größten Schwierigkeiten, schlimmsten Entbehrungen der Bevölkerung und mit Hilfe einer Flotte von König Ludwig XIII., Buckinghams Truppen von der Insel zu vertreiben. 1625 wurde das Fort de la Prée errichtet.

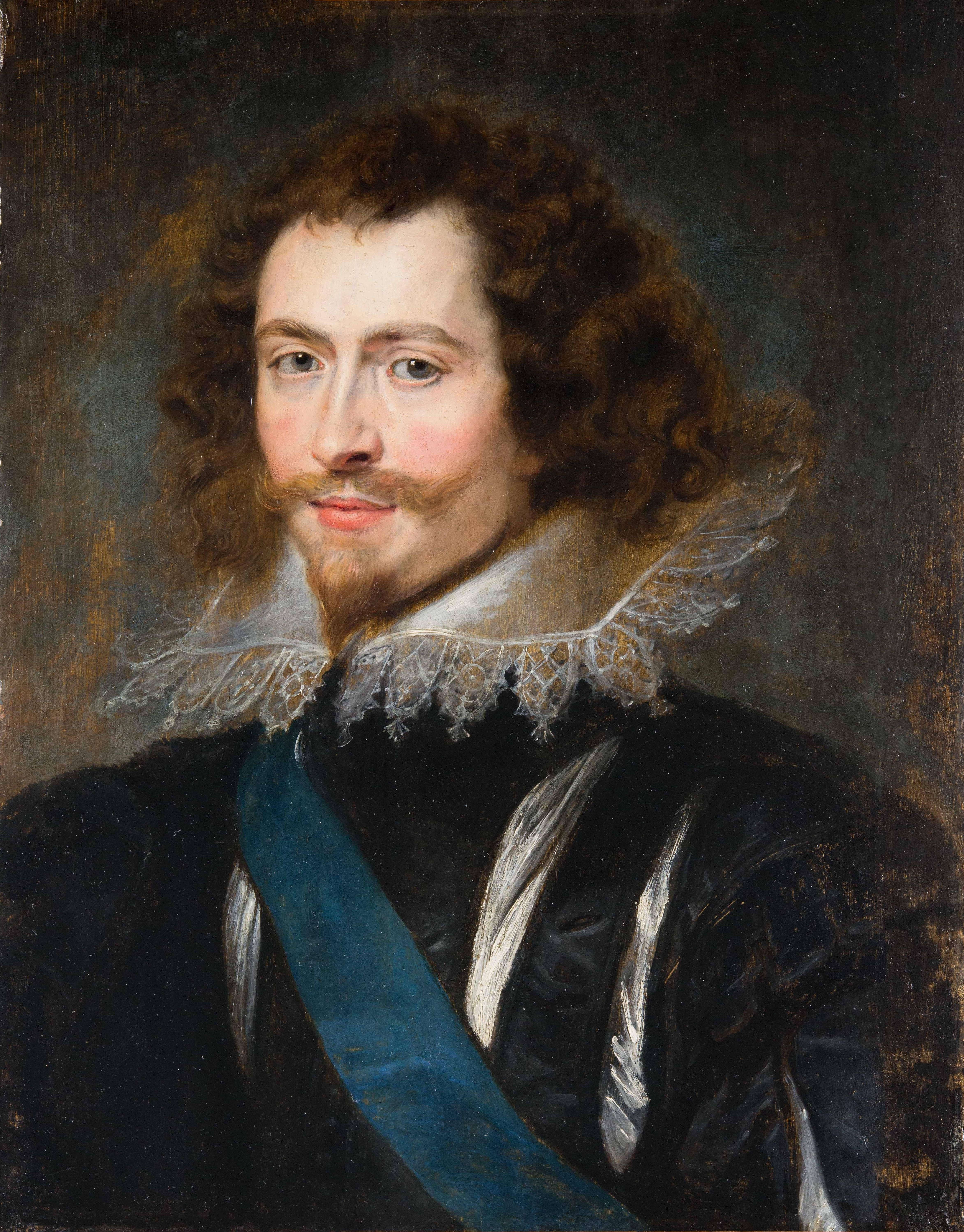
Der Angreifer: George Villiers, 1. Herzog von Buckingham

Von da an blieb die Île de Ré unter französischer Herrschaft. Toiras wurde zum Maréchal de France ernannt und trat in die Dienste des Hauses Savoyen. Bis 1685 wurden die Befestigungsanlagen von Vauban vervollkommnet. 1696 versuchte eine englisch-holländische Flotte, die Insel zu besetzen, die Kanonen der Küstenbatterien in der Festung verhinderten jedoch die Landung.
Aus der Zeit der englischen Besatzung soll die traditionelle Kopfbedeckung der Frauen der Insel stammen, die Quichenotte. Scherzhaft wird behauptet, sie habe verhindern sollen, dass die Frauen ständig von den Engländern geküsst wurden (qichenotte = kiss not). Sprachwissenschaftler leiten die Bezeichnung jedoch vom zentralfranzösischen Wort quichon (Heuhaufen) ab.
Auf Vorschlag des Marineintendanten von Rochefort, Charles Colbert de Terron, veranlasste der Minister Jean-Baptiste Colbert den Bau des ersten Leuchtturms an der Nordküste der Insel, der Tour des Baleines. Er wurde 1682 fertiggestellt. 1785 verkaufte der Comte de Pusigneu die Insel an Louis XVI.
In der Französischen Revolution wurden in der Zeit der Terreur in der Citadelle de Saint-Martin 1023 Priester gefangengehalten. Vorübergehend trug die Insel den Namen „Île Républicaine“. Auch (angebliche) Jansenisten, Anhänger der Pariser Kommune von 1871, Bonapartisten, deutsche Kriegsgefangene des Ersten Weltkriegs, Mitglieder der Résistance und der algerischen Organisationen FLN und OAS saßen in der Zitadelle Vaubans ein.
17.976 Einwohner zählte die Insel im Jahr 1831. 1875–1876 wurden die Weinberge von der Reblaus befallen.

Die Citadelle de Saint-Martin diente von 1873 bis 1938 als Gefängnis, von dem aus Sträflinge nach Französisch-Guayana eingeschifft wurden. Zu den bekanntesten Häftlingen, die in der Festung von Saint-Martin auf ihre Deportation warteten, gehört der Artilleriehauptmann Alfred Dreyfus. Er war hier vom 17. Januar bis zum 21. Februar 1895 inhaftiert, bevor er aufgrund seiner unrechtmäßigen Verurteilung auf die Teufelsinsel gebracht wurde. Auch Guillaume Seznec, bekannt durch die Affaire Seznec, und der Schriftsteller Henri Charrière wurden von hier aus deportiert. Pierre Seghers verwünschte Vaubans Werk, als er 1961 für Léo Ferré den Text des Chansons Merde à Vauban verfasste. Heute birgt die Festungsanlage eine Justizvollzugsanstalt für Langzeithäftlinge.

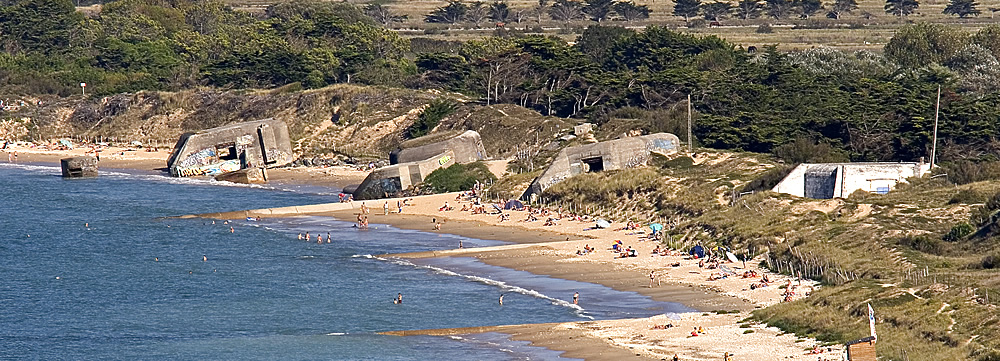
Bunker der deutschen Wehrmacht auf der Île de Ré in der Nähe der Leuchttürme von Baleines

Der Schweizer Schriftsteller Denis de Rougemont beschrieb das Leben der Rétais, der Einwohner der Insel, in den 1930er Jahren im Journal d’un intellectuel en chômage als hart und karg. Die Natur habe ihnen nie viel gegeben, doch hätten sie gelernt, ohne Träume und ohne Armut zu leben. Der ursprüngliche Charakter des Insellebens zog zahlreiche Künstler an, zum Beispiel Louis Suire, Gaston Balande und Pierre-Henri Ducos de La Haille. Suire kam erstmals 1913 zum Malen hierher; sein Lehrer Giraudeau sammelte die Légendes de l'île de Ré, die 1925 in Buchform erschienen. Andere, wie William Barbotin und Louis Giraudeau, wurden in Ars-en-Ré geboren.
1938 beendete der Front populaire per Gesetz die Verbannung von Strafgefangenen nach Cayenne und Neukaledonien, sodass die Île de Ré die Funktion eines Durchgangsortes für Deportierte verlor. Die deutsche Wehrmacht hielt die Insel von 1940 bis 1945 besetzt. In der Gemeinde Ars-en-Ré legten die Deutschen im Wald Forêt de la Combe-à-l’Eau das Militärgelände Karola an. Am 8. Mai 1945 wurde die Insel kampflos befreit. 1946 lebten nur noch rund 7900 Menschen auf der Île de Ré.
Noch heute findet man, hauptsächlich an den Stränden der Südküste, einige aufgelassene Bunker des sogenannten Atlantikwalls. Ein Abtragen der Bauwerke wäre zu teuer, auch gehören die Bunker inzwischen zum typischen Bild der Strände und werden als Mahnmale betrachtet. 1961 dienten Strände und Bunker der Insel als Drehort für das Filmepos Der längste Tag.
Am 19. Mai 1987 befuhr das erste Auto die neu eröffnete Brücke.

## Sehenswürdigkeiten
- Festungsanlagen in Saint-Martin-de-Ré, erbaut von Vauban
- Phare des Baleines (Leuchtturm der Wale), erbaut 1854 als Ersatz des im 17. Jahrhundert von einem Bauunternehmer aus La Rochelle auf Anweisung des Ministers Colbert errichteten Leuchtfeuers
- Fischwehre bei Saint-Clément-des-Baleines und Sainte-Marie-de-Ré. Sie stehen zwar unter Denkmalschutz, werden aber von einer Interessengemeinschaft instand gehalten und betrieben. Der Fang steht den Mitgliedern zu. Eine Wanderung bei Ebbe neben den Schleusenwall am Leuchtturm ist ein interessantes Erlebnis. Bei Flut liegt der Rundgang unter Wasser.
- Vogelschutzgebiet Réserve naturelle de Lilleau des Niges, mit einem Informationszentrum. Auf 1500 ha nisten hier viele Arten wie Ringelgänse, Knäkenten, Brachvögel und silberne Regenpfeifer.
- Ruinen des Klosters Notre-Dame-de-Ré
- Der Grabhügel Peu Pierroux mit einem Durchmesser von etwa 27 m besteht aus vielen flachen Steinen. Zentraler Bestandteil ist ein von sieben Säulen getragener Steintisch. Die Säulen sind durch kleine Mauern miteinander verbunden. In den so geschaffenen Räumen befinden sich Gebeine, Tongeschirr, Steinbeile usw.

## Sport
- Surfing
- Golf (Golf von Trousse-Chemise) in Les Portes-en-Ré

## Presse
Die Zeitschrift Le Phare de Ré erscheint wöchentlich.

## Städtepartnerschaften
- Philippsburg in Baden-Württemberg seit 1974[6]

## Bilder

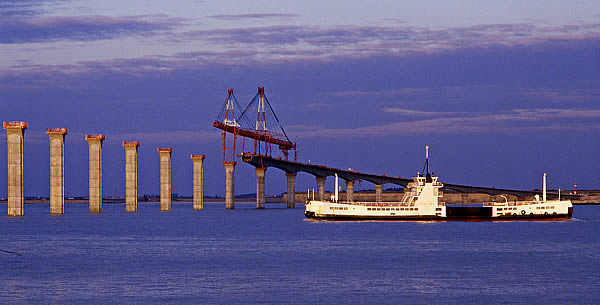
Fährschiff Maréchal de Toiras vor der im Bau befindlichen Brücke zur Île de Ré im November 1987. Durch den Brückenbau wurden die Fährschiffe überflüssig.
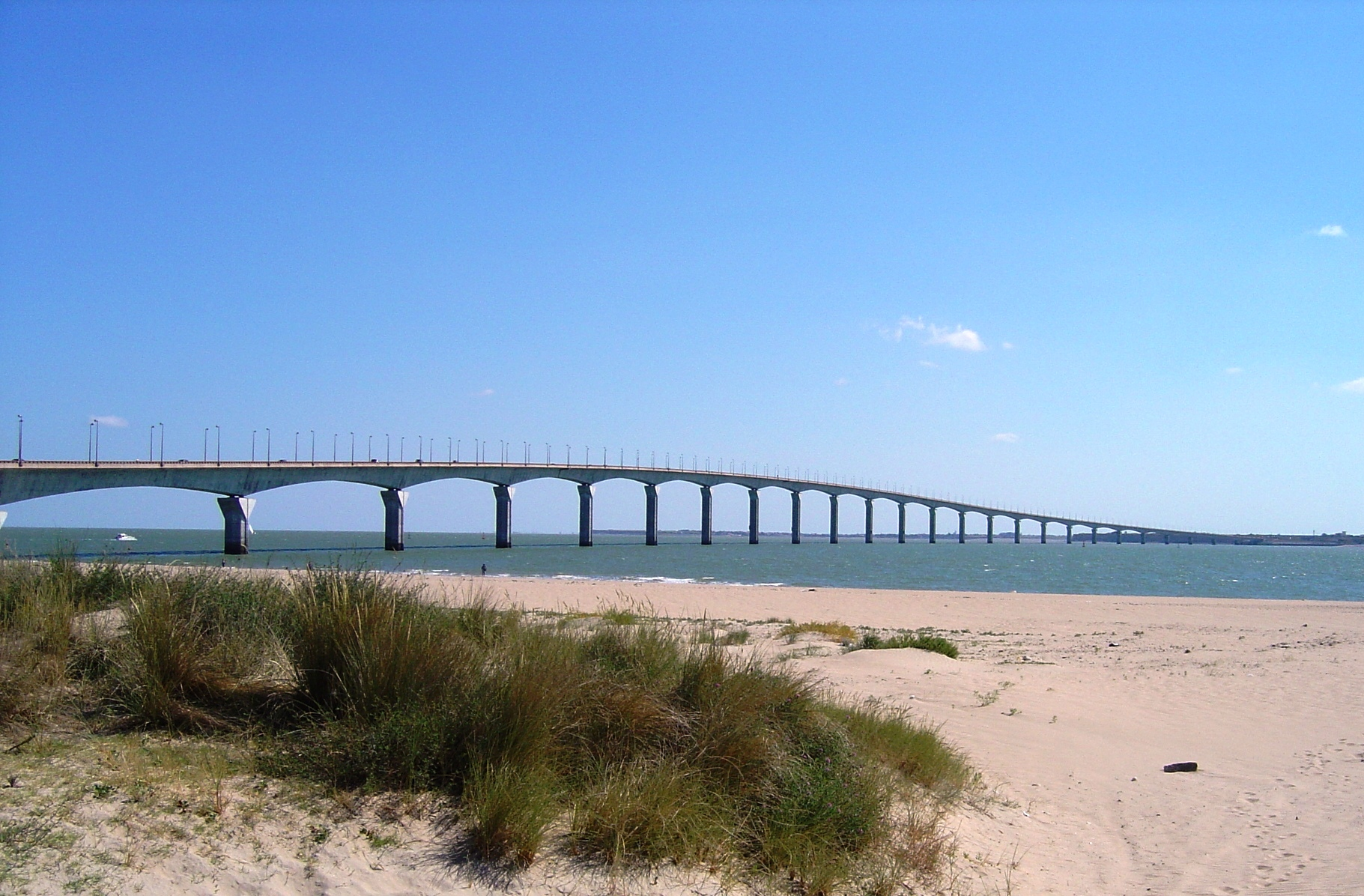
Île de Ré, Brücke zwischen La Pallice und Rivedoux-Plage
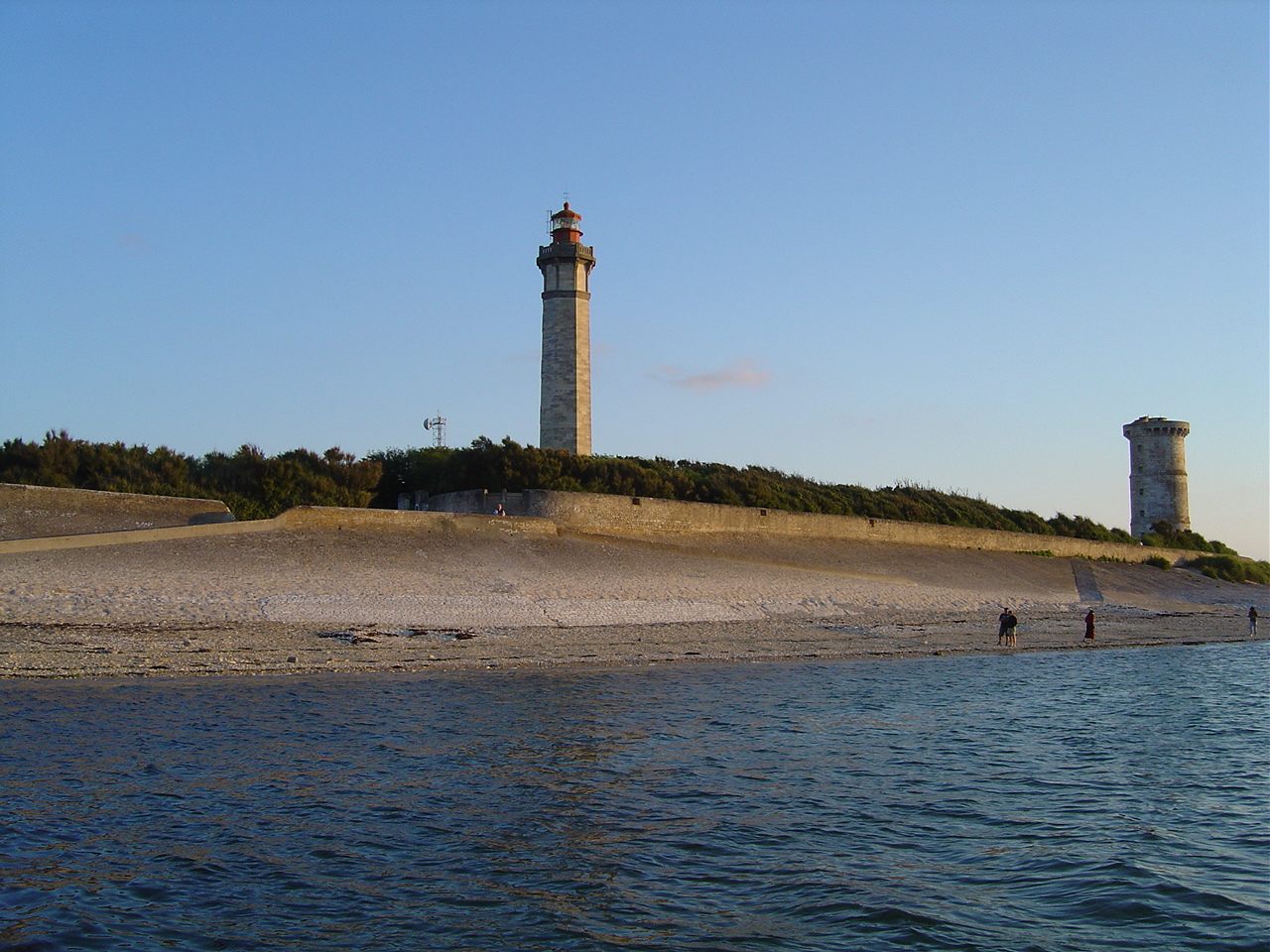
Neuer und alter „Leuchtturm der Wale“, Phares des Baleines, von der Fischwehr aus gesehen
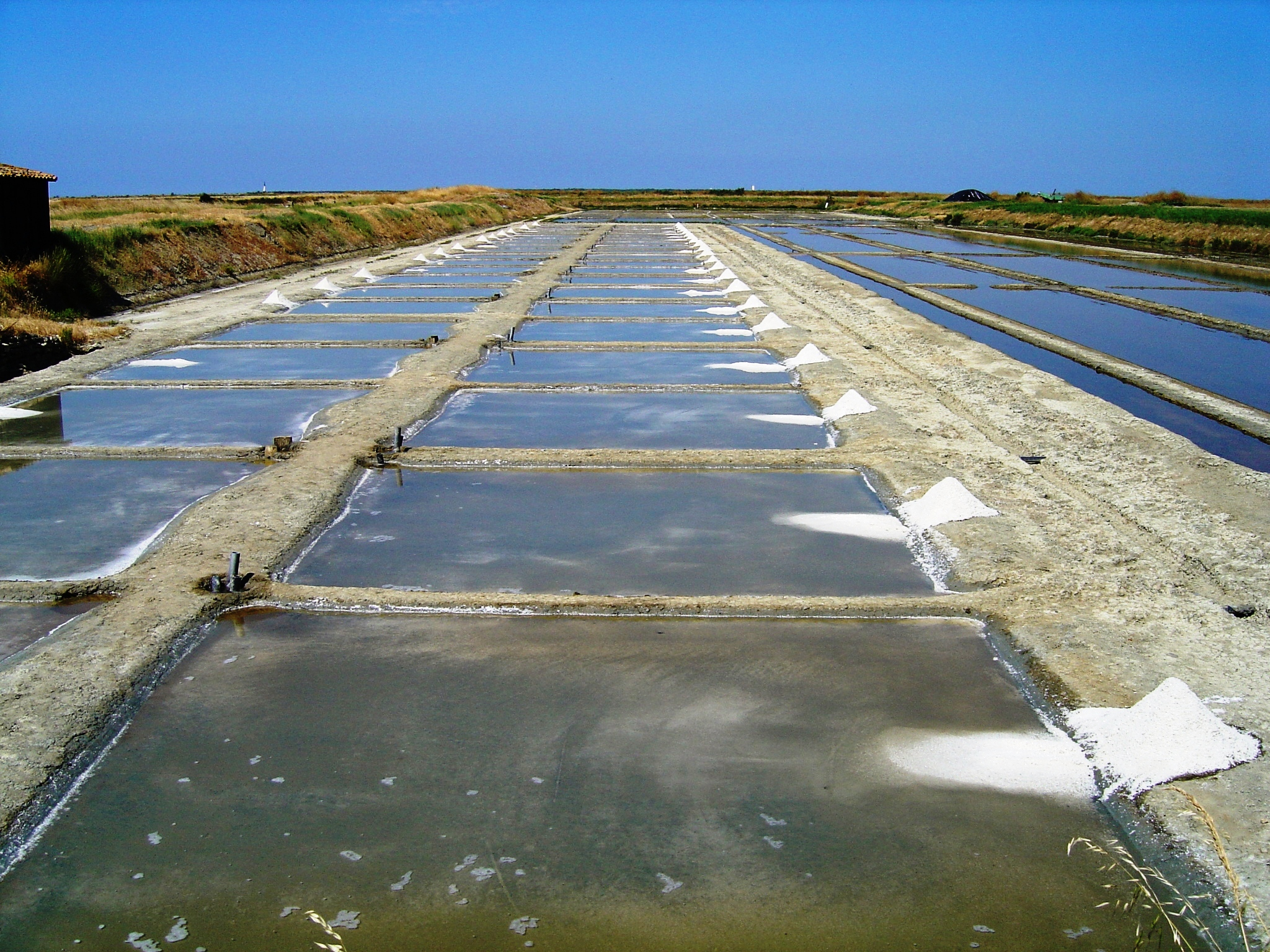
Salzgarten bei Loix-en-Ré
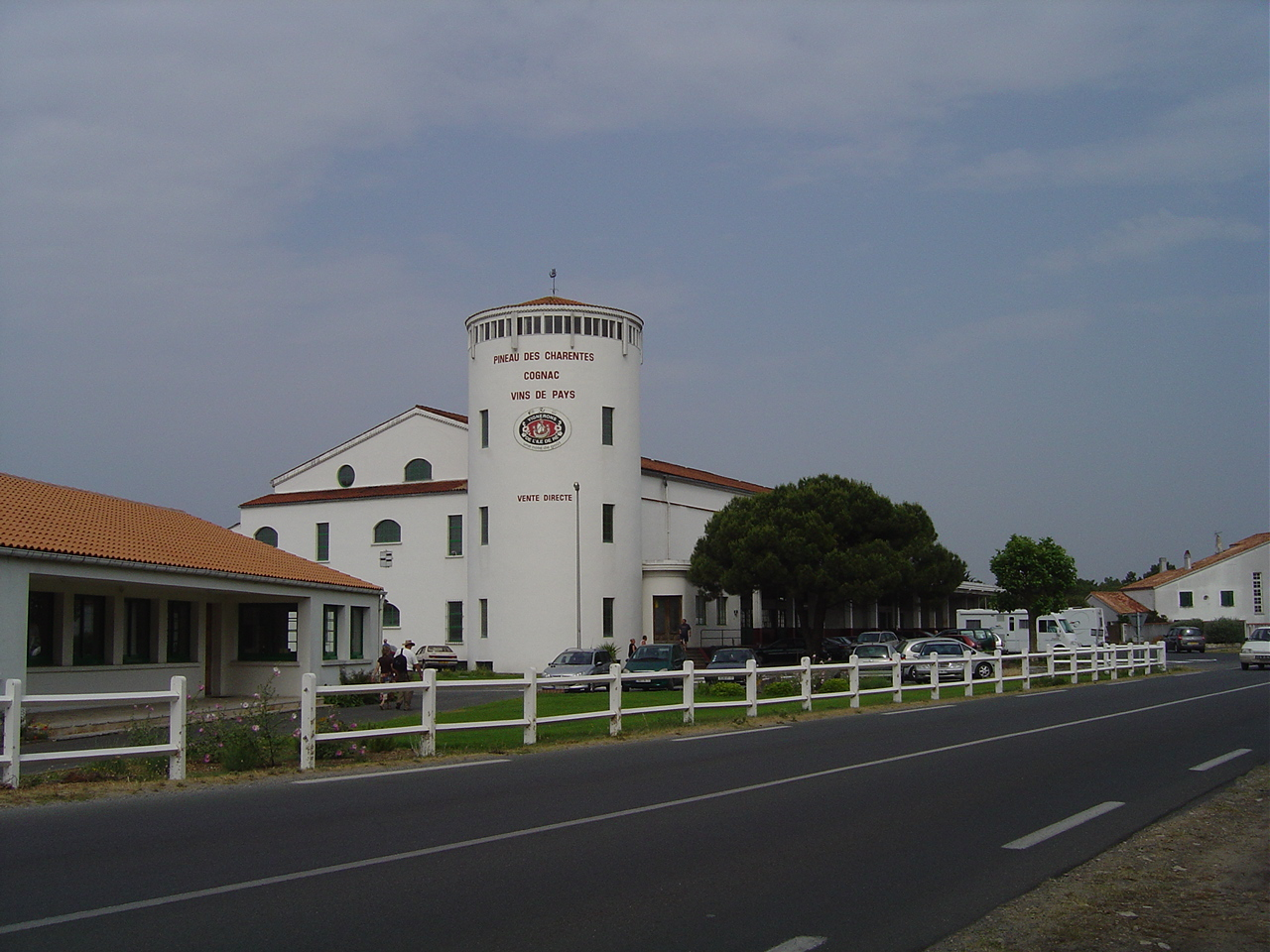
Winzergenossenschaft auf der Île de Ré
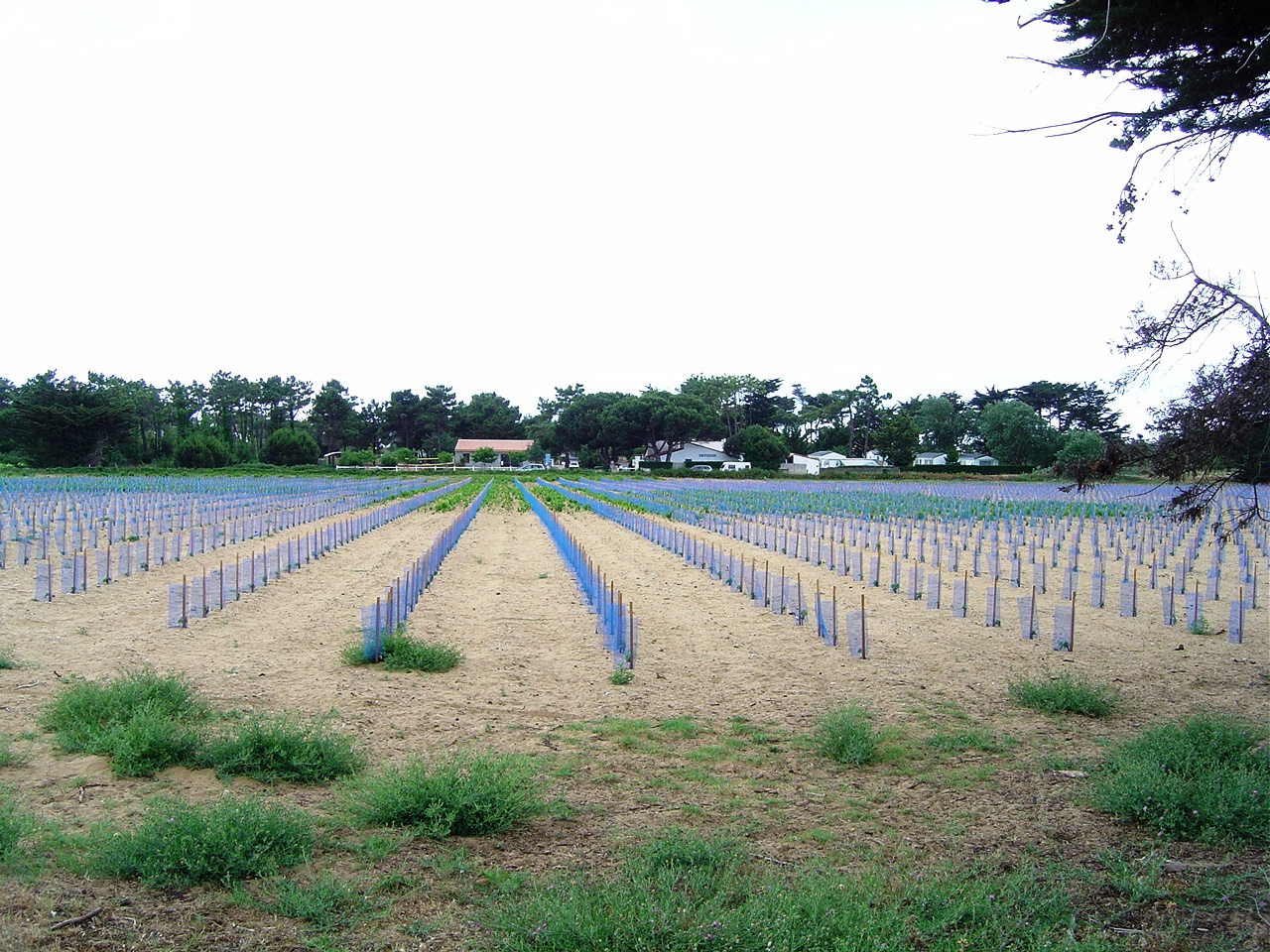
Neuanpflanzung auf der Insel
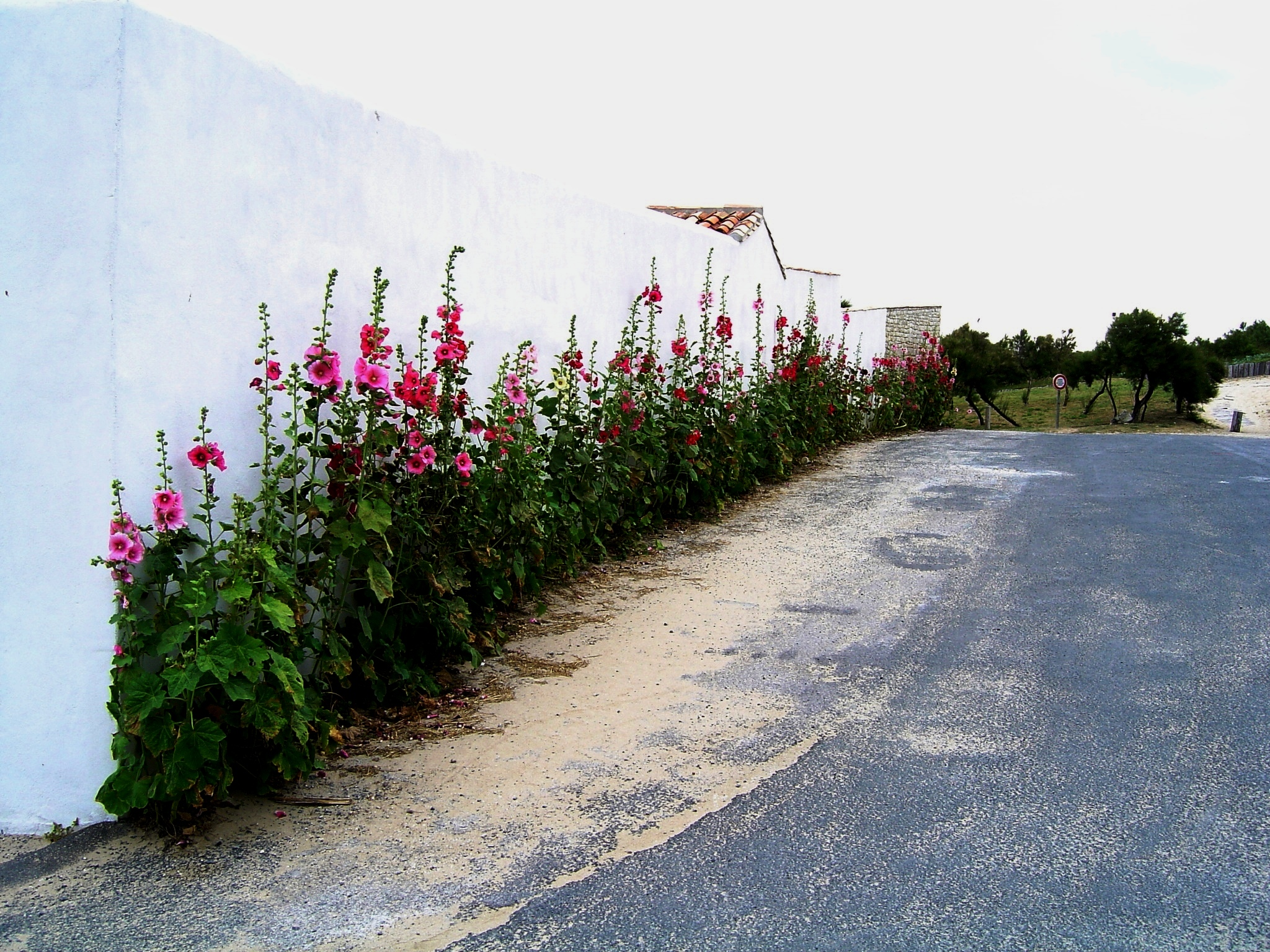
Stockrosen, überall auf der Insel